# Louis-Eugène Cavaignac

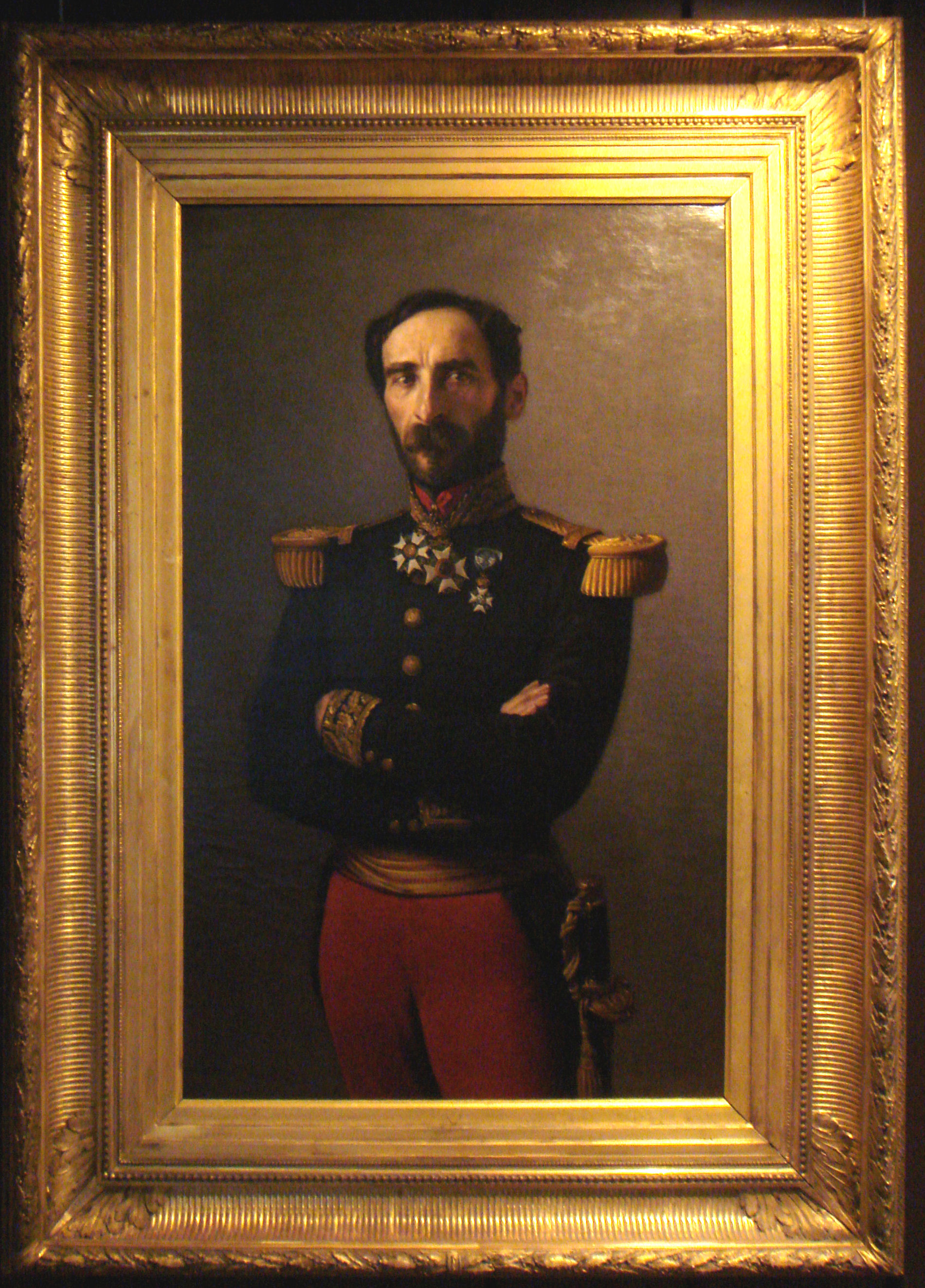
Cavaignac el 1848, per Jean-Baptiste-Adolphe Lafosse (1810-1879).

Louis-Eugène Cavaignac (pronunciació francesa: [Lwi øʒɛn kavɛɲak]; 15 d'octubre del 1802 - 28 d'octubre del 1857), fill del general francès Jean-Baptiste Cavaignac i germà de Godefroi Cavaignac, va ser un polític i militar francès, candidat a la presidència de la segona república francesa, que va néixer a París i va morir a Flée (Sarthe).

## Carrera militar
Després de passar pel curs habitual d'estudis per a la professió militar, va entrar a l'exèrcit com a oficial de màquines el 1824, i va servir a Morea (Peloponès) el 1828, arribant a ser capità l'any següent. Quan la revolució de 1830 va esclatar estava estacionat a Arràs, i va ser el primer oficial del seu regiment a decantar-se per al nou ordre de coses. El 1831 va ser retirat del servei actiu a conseqüència del seu republicanisme declarat, però el 1832 va ser cridat al servei i enviat a Algèria. Aquesta va seguir sent la principal esfera de la seva activitat durant setze anys, i va guanyar una distinció especial en la seva comanda de quinze mesos de la guarnició de Tlemcen, seleccionat pel mariscal Bertrand Clausel (1836-1837), i en la defensa de Cherchell (1840). Gairebé cada pas del seu ascens el va adquirir en el camp de batalla, i el 1844 el duc d'Aumale mateix va demanar per a Cavaignac el rang de Mariscal de camp. Va ser nomenat governador de la província a Algèria amb el rang de general de divisió.

## Les revolucions de 1848 i la Segona República
També li va ser ofert ell lloc de ministre de la guerra, però ell el va rebutjar. Per tal com va ser elegit membre de l'Assemblea Nacional, Cavaignac va tornar a París. Quan hi va arribar el 17 de maig es va trobar amb la capital en un estat extremadament crític. Diversos aldarulls hi havien tingut lloc, i des del 22 de juny de 1848 la insurrecció, que seria coneguda com l'Aixecament dels dies de juny.
El 24 de juny, la Comissió Executiva de l'Assemblea Nacional va ser derrotada per un vot i a Cavaignac se li van concedir plens poders, de fet, va ser cap d'estat i dictador de França. Cavaignac, primer com a ministre de Guerra i després com a dictador, va ser cridat a la tasca de supressió de la revolta. S'han fet estimacions respecte que de 30.000 a 60.000 homes, ben armats i organitzats, s'havien atrinxerat a cada pas darrere de les barricades.
Quan les tropes, per fi van avançar en tres fortes columnes, cada tros de terreny va ser objecte de lluita i les tropes del govern van ser sovint rebutjades, cosa que requeria l'enfortiment pels regiments, fins que es va obrir pas a la Place de la Bastille i van aixafar la insurrecció. Aquesta va durar del 23 de juny al matí fins al 26 de juny, va ser sens dubte la més sagnant i més decidida revolta pels carrers de París que s'han vist mai, i el general no va dubtar a infligir un càstig sever als rebels.
Cavaignac va ser censurat per alguns per la seva demora, però a la cambra es va declarar per unanimitat que havia servit bé al seu país. Després de l'establiment dels seus poders dictatorials, va continuar presidint el Comitè Executiu fins a l'elecció d'un president regular de la República. S'esperava que els sufragis francesos impulsarien Cavaignac a aquesta posició. No obstant això, la massa de la població, i especialment la població rural, els malalts de la revolució, i els cansats, fins i tot els del republicanisme moderat de Cavaignac, estaven ansiosos d'un govern estable. Contra els cinc i mig milions de vots registrats per a Lluís Napoleó Bonaparte, Cavaignac només va rebre un milió i mig. No sense disgust en la seva derrota, es va retirar a les files de l'oposició. Ell va continuar exercint com a representant popular durant la resta de la curta República. En el cop d'Estat del 2 de desembre de 1851 va ser detingut juntament amb els altres membres de l'oposició, però després d'una breu estada en la presó, va ser posat en llibertat, i, noucasat, va viure amb la seva dona al retir fins a la seva mort al castell d'Ourne.
El seu fill, Jacques Marie Eugène Godefroy Cavaignac va ser un polític important.